# Аралия
Ара́лия (лат. Arália) — род цветковых растений семейства Аралиевые (Araliaceae).

## Ботаническое описание

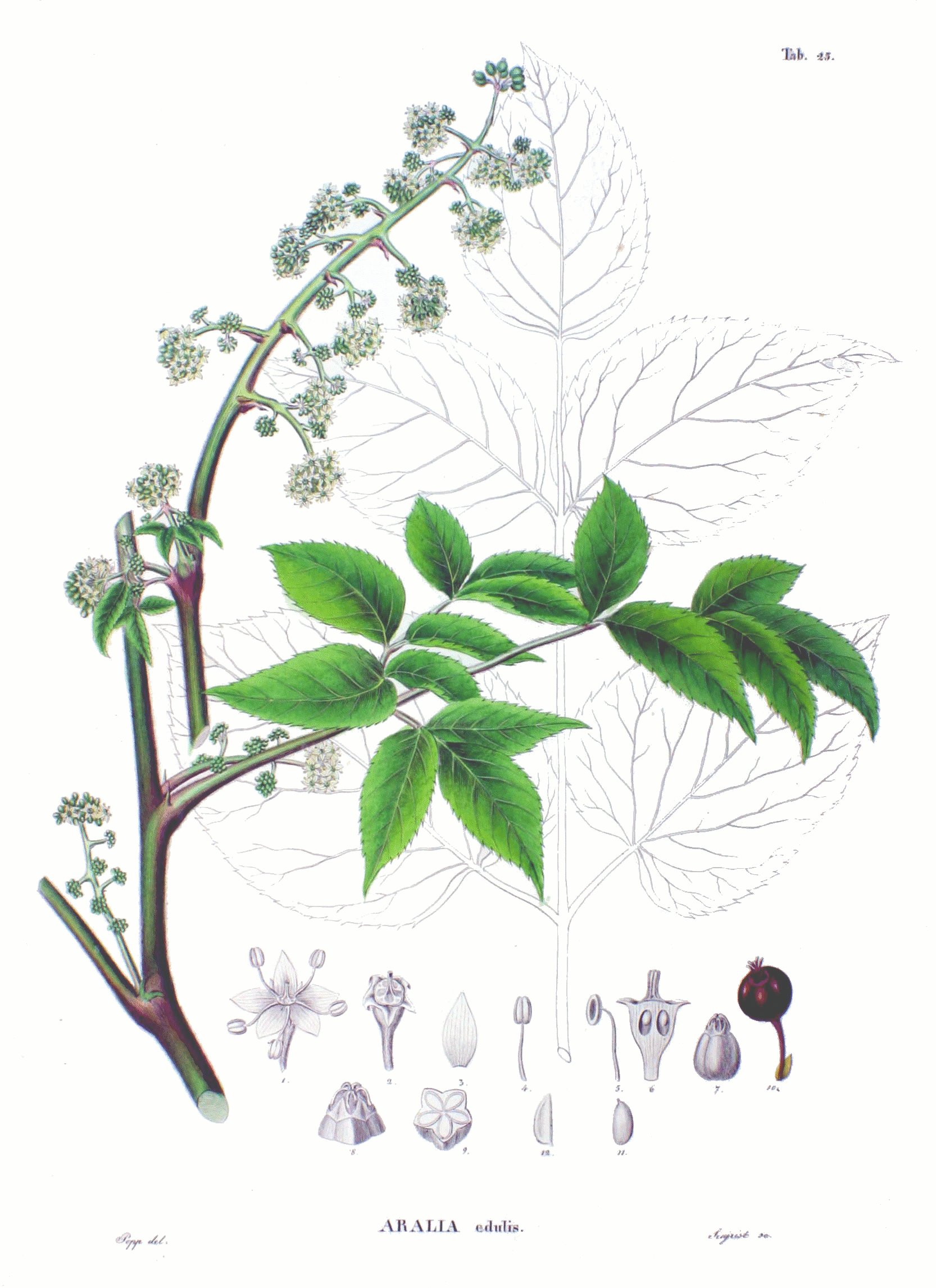
Аралия сердцевидная

Листопадные, обычно невысокие деревья, с ветвистым у вершины и обычно шиповатым стволом, кустарники или крупные многолетние травянистые растения. Побеги, листья и соцветия голые или опушённые. Высота растений различна: травы достигают 50 см в высоту, в то время как некоторые деревья могут вырастать до 20 м.
Листорасположение очерёдное. Листья без прилистников, очень крупные, непарноперисто-сложные, часто дважды- или трижды-перистые, нередко сближены на коротких побегах и сосредоточены, у деревянистых видов, близ вершины стволов, придавая растениям внешнее сходство с пальмой.
Зонтики многочисленные, собранные в крупные сложные метельчатые соцветия, редко в неразветвлённую кисть. Цветки мелкие, обоеполые и тычиночные, с недоразвитой завязью, обычно пятичленные, редко четырёх- или шестичленные. Чашечка с небольшими зубцами, лепестки в черепитчатые. Тычинки с продолговатыми пыльниками; подстолбие плоское или слабо выпуклое, реже кеглевидное; столбики свободные или более менее сросшиеся в нижней части, прямые, позднее отогнутые наружу; завязь двух—шестигнездная.
Плод тёмно-фиолетовый, ягодообразный, шаровидный, пяти-, реже шестигранный, с мясистым экзокарпом. Семена сжатые с боков, с гладким эндоспермом.

## Распространение и экология
Ареал рода охватывает тропические и субтропические области Азии (Юго-Восточная Азия, о-ва Зондского архипелага), Центральной и Северной Америки, реже заходит в умеренные области Азии и Северной Америки.
Размножаются семенами и корневыми отпрысками.

## Хозяйственное значение и применение

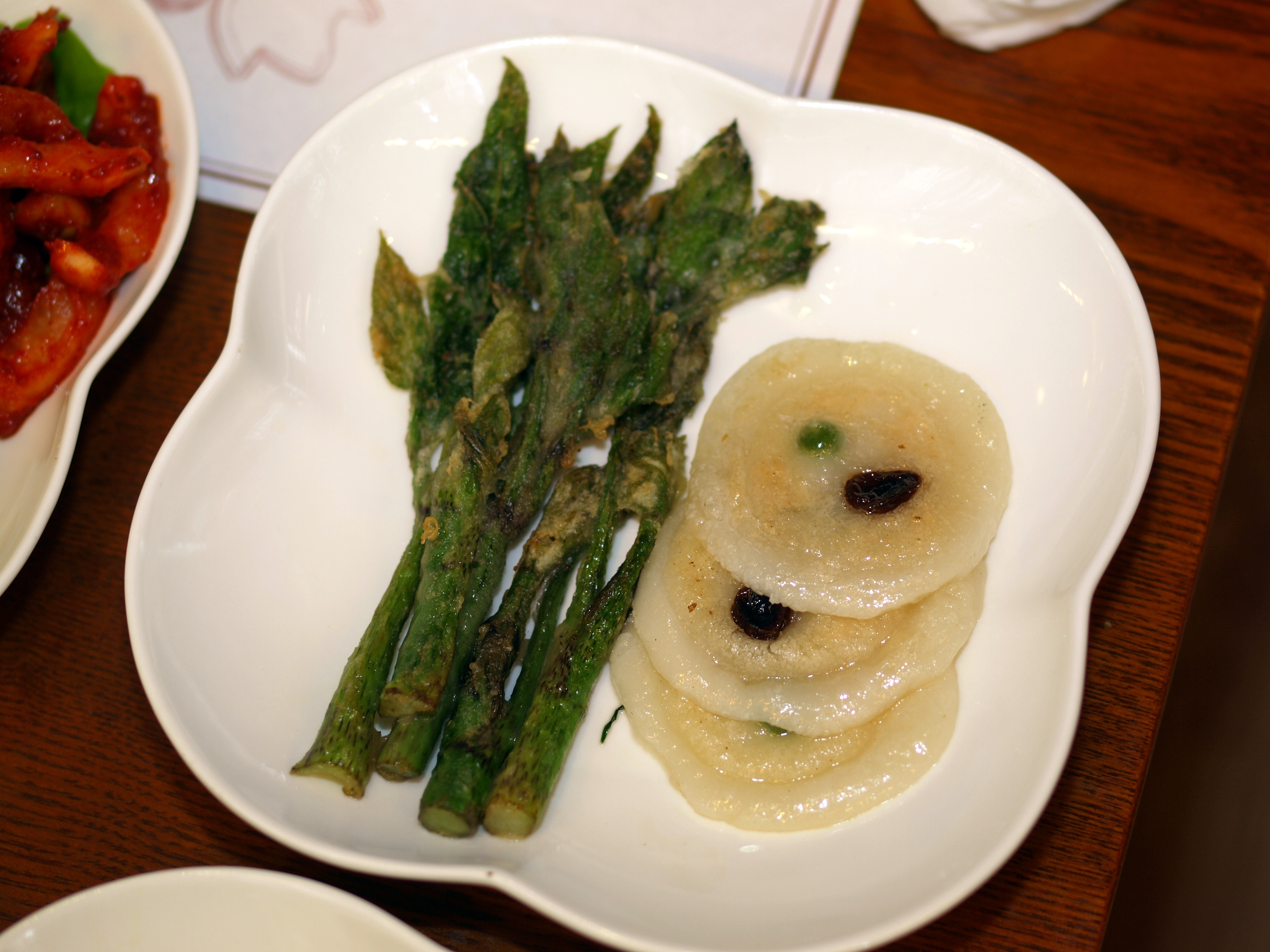
Блюдо из молодых побегов аралии

Во всех частях аралий содержатся различные токсичные гликозиды, сапонины и алкалоиды. При отравлении аралией у человека могут проявиться следующие симптомы: нарушение дыхания, потеря сознания, кровоточивость.
Оригинальные декоративные растения, привлекательные не только крупными листьями, но и пышными соцветиями, а также своеобразным обликом, придающим ландшафту экзотический вид.
В гомеопатии используется эссенция, приготовленная из свежих корневищ аралии кистистой.

## Классификация

### Виды
Род насчитывает около 70 видов:
| - Aralia apioides Hand.-Mazz. - Aralia armata (Wall. ex G.Don) Seem. - Aralia atropurpurea Franch. - Aralia bicrenata Wooton & Standl. - Aralia bipinnata Blanco - Aralia cachemirica Decne. — Аралия кашмирская - Aralia caesia Hand.-Mazz. - Aralia californica S.Watson — Аралия калифорнийская - Aralia castanopsiscola (Hayata) J.Wen - Aralia chinensis L. — Аралия китайская - Aralia continentalis Kitag. — Аралия континентальная - Aralia cordata Thunb. — Аралия сердцевидная - Aralia dasyphylla Miq. - Aralia dasyphylloides (Hand.-Mazz.) J.Wen - Aralia decaisneana Hance - Aralia delavayi J.Wen - Aralia echinocaulis Hand.-Mazz. - Aralia elata (Miq.) Seem. — Аралия высокая - Aralia elegans C.N.Ho - Aralia excelsa (Griseb.) J.Wen - Aralia fargesii Franch. - Aralia ferox Miq. - Aralia finlaysoniana (Wall. ex G.Don) Seem. - Aralia foliolosa Seem. ex C.B.Clarke - Aralia frodiniana J.Wen - Aralia gigantea J.Wen — Аралия гигантская - Aralia gintungensis C.Y.Wu ex K.M.Feng - Aralia glabra Matsum. - Aralia glabrifoliolata (C.B.Shang) J.Wen - Aralia henryi Harms — Аралия Генри - Aralia hiepiana J.Wen & Lowry - Aralia hispida Vent. — Аралия щетинистоволосистая, или Аралия щетинистая - Aralia houheensis W.X.Wang, W.Y.Guo & Y.S.Fu - Aralia humilis Cav. - Aralia hypoglauca (C.J.Qi & T.R.Cao) J.Wen & Y.F.Deng - Aralia kansuensis G.Hoo | - Aralia kingdon-wardii J.Wen, Lowry & Esser - Aralia laevis J.Wen - Aralia leschenaultii (DC.) J.Wen - Aralia lihengiana J.Wen, L.L.Deng & X.C.Shi - Aralia malabarica Bedd. - Aralia melanocarpa (H.Lev.) Lauener - Aralia merrillii C.B.Shang - Aralia mexicana (C.B.Shang & X.P.Li) Frodin - Aralia montana Blume - Aralia nudicaulis L. — Аралия голостебельная - Aralia officinalis Z.Z.Wang - Aralia parasitica (D.Don) J.Wen - Aralia plumosa H.L.Li - Aralia racemosa L. — Аралия кистистая - Aralia regeliana Marchal - Aralia rex (Ekman) J.Wen - Aralia scaberula G.Hoo - Aralia scopulorum Brandegee - Aralia searelliana Dunn - Aralia shangiana J.Wen - Aralia soratensis Marchal - Aralia spinifolia Merr. - Aralia spinosa L. — Аралия колючая - Aralia stellata (King) J.Wen - Aralia stipulata Franch. - Aralia subcordata (Wall. ex G.Don) J.Wen - Aralia thomsonii Seem. ex C.B.Clarke - Aralia tibetana G.Hoo - Aralia tomentella Franch. - Aralia undulata Hand.-Mazz. - Aralia urticifolia Blume ex Miq. - Aralia verticillata (Dunn) J.Wen - Aralia vietnamensis Ha - Aralia warmingiana (Marchal) J.Wen - Aralia wilsonii Harms - Aralia yunnanensis Franch. |

### Таксономия
Род Аралия входит в подсемейство Aralioideae семейства Аралиевые (Araliaceae) порядка Зонтикоцветные (Apiales).
|  |                                      |  |                                                             |                                                             |                     |  | ещё 8 семейств (согласно Системе APG II) | ещё 8 семейств (согласно Системе APG II) |                               |  |                |  | еще около 50 родов | еще около 50 родов |  |
|  |                                      |  |                                                             |                                                             |                     |  | ещё 8 семейств (согласно Системе APG II) | ещё 8 семейств (согласно Системе APG II) |                               |  |                |  | еще около 50 родов | еще около 50 родов |  |
|  |                                      |  |                                                             | порядок Зонтикоцветные                                      |                     |  |                                          |                                          | подсемейство Aralioideae      |  |                |  |                    |                    |  |
|  |                                      |  |                                                             | порядок Зонтикоцветные                                      |                     |  |                                          |                                          | подсемейство Aralioideae      |  | около 70 видов |  |                    |                    |  |
|  | отдел Цветковые, или Покрытосеменные |  |                                                             |                                                             | семейство Аралиевые |  |                                          |                                          | род Аралия                    |  |                |  |                    |                    |  |
|  | отдел Цветковые, или Покрытосеменные |  |                                                             |                                                             |                     |  |                                          |                                          |                               |  |                |  |                    |                    |  |
|  |                                      |  | ещё 44 порядка цветковых растений (согласно Системе APG II) | ещё 44 порядка цветковых растений (согласно Системе APG II) |                     |  |                                          | подсемейство Hydrocotyloideae            | подсемейство Hydrocotyloideae |  |                |  |                    |                    |  |
|  |                                      |  |                                                             | ещё 44 порядка цветковых растений (согласно Системе APG II) |                     |  |                                          |                                          | подсемейство Hydrocotyloideae |  |                |  |                    |                    |  |

## В астрономии
В честь аралии назван астероид (973) Аралия, открытый в 1922 году.